# بن شينكمان
بن شينكمان (بالإنجليزية: Ben Shenkman)‏ مواليد 26 سبتمبر 1968 في نيويورك، نيويورك، الولايات المتحدة، هو ممثل أمريكي بدأ مسيرته الفنية عام 1990.

## الأعمال
- قانون
- كويز شو
- الحصار
- قانون
- صلاة لراحة حلم
- إد
- ملائكة في أمريكا
- قانون
- غريز أناتومي
- دروب ديد ديفا

## وصلات خارجية
- بن شينكمان على موقع IMDb (الإنجليزية)
- بن شينكمان على موقع قاعدة بيانات الأفلام العربية
- بن شينكمان على موقع ألو سيني (الفرنسية)
- بن شينكمان على موقع ميوزك برينز (الإنجليزية)
- بن شينكمان على موقع أول موفي (الإنجليزية)
- بن شينكمان على موقع قاعدة بيانات برودواي على الإنترنت (الإنجليزية)
- بن شينكمان على موقع قاعدة بيانات برودواي على الإنترنت (الإنجليزية)
- بن شينكمان على موقع قاعدة بيانات الأفلام السويدية (السويدية)
- بن شينكمان على موقع إن إن دي بي (الإنجليزية)
- بن شينكمان على موقع قاعدة بيانات الفيلم (الإنجليزية)